# Elena Poliakova
Pour les articles homonymes, voir Poliakova.
Elena Poliakova (en russe : Елены Поляковой), née en 1884 à Saint-Pétersbourg et morte le 25 juillet 1972 à Santiago du Chili, est une danseuse, professeure et maîtresse de ballet chilienne d'origine russe.

## Biographie
Elle étudie à l'école impériale de ballet de Saint-Pétersbourg avec Pavel Gerdt, Christian Johansson et Nicolas Legat, diplômée en 1902.
Elle apparait dans la première saison parisienne des Ballets russes de Diaghilev en 1909 et participe à la Saison russe à l'opéra de Paris en 1910,, où elle danse notamment dans la première de Schéhérazade avec Vera Fokina et Sofia Fedorova comme partenaires,.
Elle danse au théâtre Mariinsky jusqu'en 1918. Elle enseigne la danse à Alice Nikitina et quitte la Russie avec elle et sa famille en 1920.
Elle passe à Belgrade et devient prima ballerina à l'opéra de Belgrade en 1920 et dirige le ballet national Yougoslave crée en 1922 et enseigne à Igor Youskevitch (en), Ana Roje,, Dimitri Parlic ,, et Aurel Milloss.
En 1949, elle va au Chili et travaille pour le ballet national du Chili d'Ernst Uthoff,, devenant maîtresse de ballet en 1958.

## Vie privée
En 1920, son mari est un ancien secrétaire du Président de la Douma.

## Hommage
Le concours du ballet national du Chili porte son nom depuis 1990.